# Chase Aircraft
Chase Aircraft Company byla americká společnost založená v roce 1943, která se zabývala převážně konstrukcí kluzáků a transportních letadel. Společnost koupil v roce 1951 Henry J. Kaiser, který hledal prostor k další expanzi svého podnikání. Plány na výrobu letounů C-123 pro letectvo Spojených států amerických však selhaly, protože vláda zrušila svou objednávku kvůli jeho skandálu. Společnost proto byla v roce 1954 uzavřena. Následnická společnost, která se jmenovala Stroukoff Aircraft, pokračovala ve svém působení na poli experimentálních letounů až do svého uzavření v roce 1959.

## První výrobky
Společnost byla založena v New Yorku v roce 1943 ruským emigrantem, který se jmenoval Michael Stroukoff, a který působil ve funkci presidenta i hlavního konstruktéra společnosti, Prvním letounem společnosti Chase byl útočný kluzák XCG-14, vyrobeny pro USAAF (United States Army Air Forces). Letoun poprvé vzlétnul v lednu 1945. Vývoj vylepšené větší verze pokračoval po následující dva roky, přičemž společnost přesídlila do Trentonu v New Jersey v roce 1946. Poté byl letoun XCG-14 nahrazen větším a těžším letounem XG-18, což byl první celokovový transportní kluzák na světě.

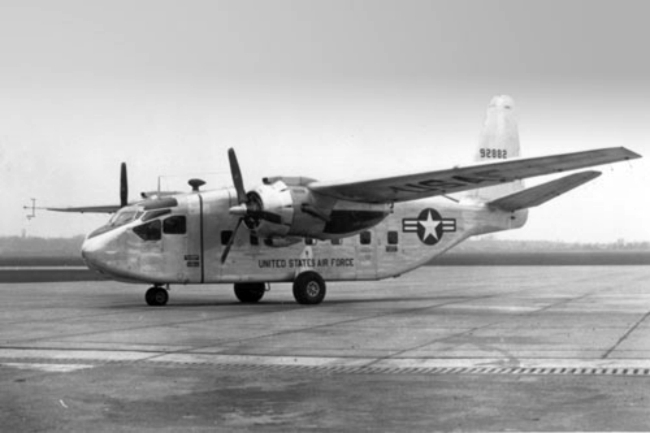
Chase YC-122

V roce 1949 se letectvo Spojených států rozhodlo, že již nebude dále používat kluzáky pro dopravu mužů a zbraní na bojiště. Proto byl kluzák XG-18 upraven přidáním dvojice hvězdicových motorů. Letoun byl přeznačen na YC-122 Avitruc. Byly vyrobeny 3 prototypy a jeden předvýrobní stroj. Přes příznivé hodnocení zkoušek letectvo přehodnotilo svůj požadavek na malé transportní letouny a rozhodlo se nepokračovat ve výrobě tohoto letounu. Jeden letoun YC-122 však byl později upraven na stroj Hiller X-18, což byl experimentální konvertoplán se svislým startem (VTOL).

## XG-20 a první proudový transportní letoun
Mezitím Stroukoff navrhl třetí, ještě větší, útočný kluzák s označením XG-20. Byl to největší kluzák postavený ve Spojených státech a také poslední bojový kluzák postavený pro ozbrojené síly USA. V době kdy byl typ XG-20 připraven k letovým zkouškám, bylo rozhodnuto, že kluzáky jsou jako zbraň zastaralé a dva vyrobené letouny byly dány k dispozici pro další úpravy. První prototyp XG-20 byl osazen dvojicí hvězdicových motorů, které byly větší a výkonnější než ty, které byly namontovány na letoun YC-122. Letoun dostal nové označení XC-123.
Druhý prototyp kluzáku XG-20, poté, co byl veřejně vystaven na letecké základně Pope během cvičení Swarmer na počátku roku 1950, byl určen pro mnohem radikálnější proměnu. Na každé křídlo byla namontována gondola z bombardéru, každá pro dvojici proudových motorů J47. Letoun poprvé vzlétl na počátku roku 1951 pod označením XC-123A a stal se prvním americkým transportním letounem s proudovým pohonem.

## Kaiser a finanční skandál

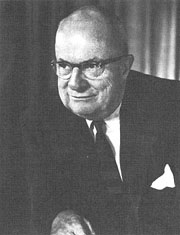
Henry J. Kaiser

Zatímco letoun XC-123A se od počátku ukázal jako nevyhovující a neekonomický pro sériovou výrobu, letoun XC-123 okamžitě silně zaujal USAF, které objednalo dalších 5 předvýrobních strojů označených C-123B. Vyhlídka na další následující velké objednávky však narážela na nedostatečné kapacity továrny Chase, kde nebyl dostatečný prostor na výrobu velkého množství letounů. Proto v roce 1951 koupila 49 procent společnosti Chase společnost Kaiser-Frazer, která tak získala kontrakt na výrobu 300 letounů C-123B v Kaiserově továrně Willow Run v Michiganu. Chase se stala konstrukční kanceláří společnosti, přičemž Stroukoff zůstal ve firmě jako hlavní inženýr.
Nicméně v době, kdy bylo ve výrobě prvních 8 sériových strojů, probíhala řada slyšení senátu Spojených států, které se týkaly zvýšených nákladů společnosti Kaiser-Frazer jako subdodavatele společnosti Fairchild. Kaiser byl totiž dříve druhým dodavatelem letounů společnosti Fairchild C-119 a letouny vyrobené společností Kaiser byly výrazně dražší než letouny vyrobené společností Fairchild. Letouny C-119 vyrobené společností Kaiser-Frazer stály 1,2 miliónu dolarů, zatímco letouny vyrobené u společnosti Fairchild stály jenom 260 000 dolarů.
Výsledkem těchto slyšení bylo zrušení kontraktů u společnosti Kaiser jak na letouny C-119, tak i na letouny C-123 v červnu 1953 navzdory tomu, že letectvo již utratilo 30 miliónů dolarů na přípravu výroby letounů C-123 a dalších 40 miliónů dolarů již bylo vyčleněno na výrobu dílů letounů. Na zakázku na letoun C-123 byla vypsána nová soutěž, kterou vyhrála společnost Fairchild, která letouny C-123 vyráběla pod vlastním jménem. Letoun C-123 se tak dočkal rozsáhlé výroby u společnosti Fairchild a významně letectvu posloužil během války ve Vietnamu.

## Rozpuštění společnosti
Společnost Kaiser-Frazer mezitím koupila zbývajících 51% podílů společnosti Chase Aircraft, přičemž plánovala provozovat společnost jako dceřinou společnost vlastněné firmy Willys Motors. Prodej byl uzavřen 2. září 1953 po zrušení kontraktů od letectva.
Bez kontraktu na letouny C-123 bylo posléze oznámeno, že společnost bude uzavřena 31. ledna 1954. Stroukoff však získal budovy a zbývající majetek společnosti Chase a zahájil činnost vlastní společnosti pod názvem Stroukoff Aircraft. Tato společnost pracovala na experimentálních verzích letounu C-123.